# Jerzy Klempel
Jerzy Klempel, né le 23 avril 1953 à Międzylesie et décédé le 28 mai 2004 à Wrocław, était un handballeur international polonais, évoluant au poste d'arrière droit puis entraîneur.
Il était l'un des meilleurs handballeur polonais du XXe siècle, étant d'ailleurs le meilleur buteur de l'histoire de l'équipe nationale de Pologne avec 1170 buts.

## Palmarès

### En club
- Vainqueur du Championnat de Pologne (8) : 1972-1978, 1982
- Vainqueur de la Coupe de Pologne (3) : 1976, 1981, 1982
- Finaliste de la Coupe des clubs champions en 1978

### Équipe nationale
- 4e place au Championnat du monde 1974,  Allemagne de l'Est
- Médaillé de bronze aux Jeux olympiques de 1976[2] à Montréal,  Canada
- 6e place au Championnat du monde 1978,  Danemark
- 7e place aux Jeux olympiques de 1980[2] à Moscou,  Union soviétique
- 1re place au Championnat du monde B 1981
- Médaillé de bronze au Championnat du monde 1982,  Allemagne de l'Ouest
- 3e place au Championnat du monde B 1987

## Distinctions individuelles
- Meilleur buteur de l'histoire de l'équipe nationale de Pologne avec 1170 buts
- Meilleur buteur du championnat du monde 1978 avec 47 buts
- Meilleur buteur des Jeux olympiques de 1980 avec 44 buts
- Meilleur buteur du championnat d'Allemagne en 1986, 1987 et 1988